# Caenaugochlora tonsilis
Caenaugochlora tonsilis är en biart som först beskrevs av Joseph Vachal 1904.  Caenaugochlora tonsilis ingår i släktet Caenaugochlora och familjen vägbin. Inga underarter finns listade.